# Fingolfin
Fingolfin é um personagem fictício da Terra Média criado por J. R. R. Tolkien dentro da obra O Silmarillion. Era um Elfo, filho de Finwë e Indis, irmão de Finarfin e meio-irmão de Fëanor. Era pai de Fingon, Turgon, Aredhel e Argon. Foi o primeiro Rei Supremo dos Noldor depois da morte de seu pai. Segundo Tolkien, seu nome na língua alto-élfica era Nolofinwë, que significa "Sábio Finwë", e consta que era o mais sábio e mais forte de seus irmãos.

## Nome
O nome Fingolfin é a forma sindarin do seu nome em Valinor, ele foi chamado em quenya de Nolofinwë ('Sábio Finwë').

## Sua história
Quando Morgoth estava em Valinor, espalhou mentiras dizendo que Fingolfin pretendia usurpar a liderança de Finwë e a linhagem mais velha de Fëanor, e também que este pretendia exilar Finarfin e Fingolfin de Tirion. Isso gerou brigas entre eles, e, após ameaçar Fingolfin com sua espada, Fëanor foi isolado de Tirion por doze anos, indo morar com seus filhos e Finwë em Formenos. Fingolfin ficou como rei de Tirion, até o dia em que as Duas Árvores de Valinor foram envenenadas, e as Silmarilli, roubadas. Daí, sucedeu-se a Fuga dos Noldor, que chegou a um ponto onde Fëanor traiu Fingolfin, deixando-o com seu povo para morrerem em Araman, ou voltarem humilhados para Valinor. Uma grande cólera abateu-se sobre ele, e então liderou, juntamente com os seus filhos e os filhos de Finarfin, seu povo através do Helcaraxë chegando afinal à Beleriand, onde se tornou Rei Supremo dos Noldor e governou em Hithlum, morando às margens da Lagoa Mithrim. São controversas as informações sobre quanto tempo Fingolfin demorou para atravessar do Helcaraxë para a Terra Média. Porém é dito que quando chegou e desfraldou seus estandartes, o Sol nasceu pela primeira vez.

## Sua morte
Ao término da Dagor Bragollach, ao ver que os elfos foram derrotados, pensou que os Noldor não tinham mais esperança, e se encheu de ódio a Morgoth. Num ato de desespero, cavalgou a Angband e chegando lá, foi confundido com o próprio Vala Oromë, e então o exercito de Morgoth que se encontrava na entrada da fortaleza de Thangorondrim fugiu se escondendo com medo do "deus". Fingolfin Nolofinwë desafiou o próprio Morgoth a uma luta de homem a homem, o chamando de covarde e senhor de escravos aos pés das Thangorodrim, já crendo numa inevitável derrota dos Eldar. Nesse memorável combate, até hoje lembrado com orgulho e tristeza pelos Eldar e com medo e ódio pelos servidores do escuro, três vezes caiu Fingolfin sob os golpes de Grond, o martelo de Morgoth, e três vezes ele se levantou; mas sete vezes golpeou e feriu Morgoth, até que Fingolfin caiu, devido ao cansaço e aos buracos e destroços no chão. Então, Morgoth colocou seu pé sobre o pescoço de Figolfin, e pressionou com uma força extrema. Fingolfin então, pegou sua espada Ringil, e cravou-a no pé de Morgoth. Assim morreu Fingolfin, mas diz-se que Morgoth ficou manco para sempre. Este ia jogar seu corpo para os lobos, mas foi salvo por Thorondor, que feriu Morgoth no rosto. Thorondor então o levou a seu filho, Turgon, que enterrou-o ao norte de Gondolin.

## Conceito e criação
Fingolfin está entre os principais personagens que Tolkien, que também usou para ilustrar seus escritos, forneceu com um dispositivo heráldico distinto.

### A Casa de Fingolfin
|           |           | Finwë     | Finwë     | Finwë     | Finwë     | Finwë  | Finwë  |         |         | Indis   | Indis   | Indis   | Indis   | Indis  | Indis  |          |          |          |          |          |          |  |  |       |       |       |       |       |       |  |  |
|           |           | Finwë     | Finwë     | Finwë     | Finwë     | Finwë  | Finwë  |         |         | Indis   | Indis   | Indis   | Indis   | Indis  | Indis  |          |          |          |          |          |          |  |  |       |       |       |       |       |       |  |  |
|           |           |           |           |           |           |        |        |         |         |         |         |         |         |        |        |          |          |          |          |          |          |  |  |       |       |       |       |       |       |  |  |
|           |           |           |           |           |           |        |        |         |         |         |         |         |         |        |        |          |          |          |          |          |          |  |  |       |       |       |       |       |       |  |  |
| Fingolfin | Fingolfin | Fingolfin | Fingolfin | Fingolfin | Fingolfin |        |        | Anairë  | Anairë  | Anairë  | Anairë  | Anairë  | Anairë  |        |        | Finarfin | Finarfin | Finarfin | Finarfin | Finarfin | Finarfin |  |  |       |       |       |       |       |       |  |  |
| Fingolfin | Fingolfin | Fingolfin | Fingolfin | Fingolfin | Fingolfin |        |        | Anairë  | Anairë  | Anairë  | Anairë  | Anairë  | Anairë  |        |        | Finarfin | Finarfin | Finarfin | Finarfin | Finarfin | Finarfin |  |  |       |       |       |       |       |       |  |  |
|           |           |           |           |           |           |        |        |         |         |         |         |         |         |        |        |          |          |          |          |          |          |  |  |       |       |       |       |       |       |  |  |
|           |           |           |           |           |           |        |        |         |         |         |         |         |         |        |        |          |          |          |          |          |          |  |  |       |       |       |       |       |       |  |  |
| Fingon    | Fingon    | Fingon    | Fingon    | Fingon    | Fingon    |        |        | Aredhel | Aredhel | Aredhel | Aredhel | Aredhel | Aredhel |        |        | Eöl      | Eöl      | Eöl      | Eöl      | Eöl      | Eöl      |  |  | Argon | Argon | Argon | Argon | Argon | Argon |  |  |
| Fingon    | Fingon    | Fingon    | Fingon    | Fingon    | Fingon    |        |        | Aredhel | Aredhel | Aredhel | Aredhel | Aredhel | Aredhel |        |        | Eöl      | Eöl      | Eöl      | Eöl      | Eöl      | Eöl      |  |  | Argon | Argon | Argon | Argon | Argon | Argon |  |  |
|           |           |           |           |           |           |        |        |         |         |         |         |         |         |        |        |          |          |          |          |          |          |  |  |       |       |       |       |       |       |  |  |
|           |           |           |           |           |           |        |        |         |         |         |         | Maeglin |         |        |        |          |          |          |          |          |          |  |  |       |       |       |       |       |       |  |  |
|           |           |           |           |           |           |        |        |         |         |         |         |         |         |        |        |          |          |          |          |          |          |  |  |       |       |       |       |       |       |  |  |
|           |           |           |           | Turgon    | Turgon    | Turgon | Turgon | Turgon  | Turgon  |         |         | Elenwë  | Elenwë  | Elenwë | Elenwë | Elenwë   | Elenwë   |          |          |          |          |  |  |       |       |       |       |       |       |  |  |
|           |           |           |           | Turgon    | Turgon    | Turgon | Turgon | Turgon  | Turgon  |         |         | Elenwë  | Elenwë  | Elenwë | Elenwë | Elenwë   | Elenwë   |          |          |          |          |  |  |       |       |       |       |       |       |  |  |
|           |           |           |           |           |           |        |        |         |         |         |         |         |         |        |        |          |          |          |          |          |          |  |  |       |       |       |       |       |       |  |  |
|           |           |           |           |           |           |        |        | Idril   |         |         |         |         |         |        |        |          |          |          |          |          |          |  |  |       |       |       |       |       |       |  |  |